# Bitten (Fernsehserie)
Bitten ist eine kanadische Mystery-Fernsehserie, die auf der Otherworld-Buchserie von Kelley Armstrong basiert. Die Serie wird seit 2013 von Hoodwink Entertainment, No Equal Entertainment, eOne und Bell Media für den Fernsehsender Space produziert. Die Hauptrolle spielt Laura Vandervoort. Die Erstausstrahlung in Kanada erfolgte am 11. Januar 2014 bei Space. Im Dezember 2015 wurde bekannt, dass die dritte Staffel der Serie die letzte sein wird.

## Handlung
Die 28-jährige Elena Michaels hat mit Clayton Danvers den Partner ihres Lebens gefunden, bis ein kleiner Biss alles verändert. Nach ihrer Verwandlung zum Wolf hat sie ihre Heimat, in der sie als Waise aufwuchs, und ihren Freund verlassen, um in Toronto als Fotografin zu arbeiten. Heute ist sie der einzige weibliche Werwolf der Welt. Mit Philip McAdams hat sie einen neuen Partner in ihrem Leben gefunden. 

### Staffel 1
Als eine Mordserie nahe dem Stammsitz ihres Rudels, Stonehaven, die Bevölkerung in Atem hält, kehrt Elena widerstrebend in ihre Heimat zurück, um den Rückzugsort der Werwölfe zu schützen. Ein unbekannter Jäger bedroht ihr Rudel. 
Elena setzt alles daran, das Rudel zu beschützen und zu unterstützen. Dabei kommt sie sich auch wieder mit Clayton näher. Doch die beiden Welten, in denen Elena lebt – ihr freies Leben als Fotografin in der Großstadt und ihre geheime Identität als Werwolf und Teil eines Rudels voller Regeln in Stonehaven – erweisen sich zunehmend schwieriger miteinander zu vereinbaren. 
Die Bedrohung für ihr Rudel stellt sich schließlich als organisierter Angriff von Werwölfen heraus, die zu keinem Rudel gehören und deshalb von den Rudeln gejagt werden. Nach einem verlustreichen Kampf gelingt es, den Aufstand niederzuschlagen.

### Staffel 2
Zum Erstaunen des Rudels erfahren sie, dass neben Werwölfen auch Hexen existieren. Als ein besonders mächtiger Hexer Elenas Rudel bedroht, verbünden sie sich mit einer Gruppe von Hexen um den Hexer zu besiegen. Er nimmt Elena gefangen, um mit ihr Experimente zur Schaffung neuer weiblicher Werwölfe durchzuführen. Gemeinsam gelingt es Werwölfen und Hexen schließlich, Elena zu befreien und die Bedrohung auszuschalten.

### Staffel 3
Der Alpha des russischen Rudels, Roman Navikev, kommt nach Amerika. Er ist auf der Suche nach dem seit Jahrzehnten flüchtigen Werwolf Sasha Antonov, den er für den Tod seiner Tochter verantwortlich macht. Antonov stellt sich als Elenas leiblicher Vater heraus. Er bittet seine Tochter und ihr Rudel um Hilfe, während der russische Alpha Jeremy um Unterstützung bei der Jagd nach Antonov ersucht. Jeremy befindet sich damit in der Zwickmühle, sich entweder gegen Elena und ihren Vater entscheiden zu müssen oder durch eine Konfrontation mit dem russischen Rudel sein gesamtes Rudel in Gefahr zu bringen.
Schließlich entscheidet sich Jeremy für Elena. Er versucht, zwischen Navikev und Antonov zu verhandeln und eine friedliche Lösung zu finden, dies scheitert jedoch an Navikevs überstarken Wunsch nach Rache. Auch Elenas Leben steht nun auf dem Spiel, denn auch sie ist nun als Antonovs Tochter Ziel dieser Rache. Jeremy übergibt die Rolle des Alpha an Elena und versucht, den russischen Alpha selbst zu töten, scheitert jedoch. Erst mit Hilfe dessen Sohnes gelingt es, Navikev zu töten. Als sein Sohn jedoch dessen Position als Alphas übernimmt und Jeremy und alle anderen Mitglieder von Elenas Rudel töten will, beschließt Elena, die alte Ordnung endgültig einzureißen. Sie machen die Existenz der Werwölfe bekannt und beenden damit die alte Rudel-Hierarchie. Damit ist es Elena und Clay nun möglich, ein neues, selbstbestimmtes Leben zu beginnen.

## Besetzung

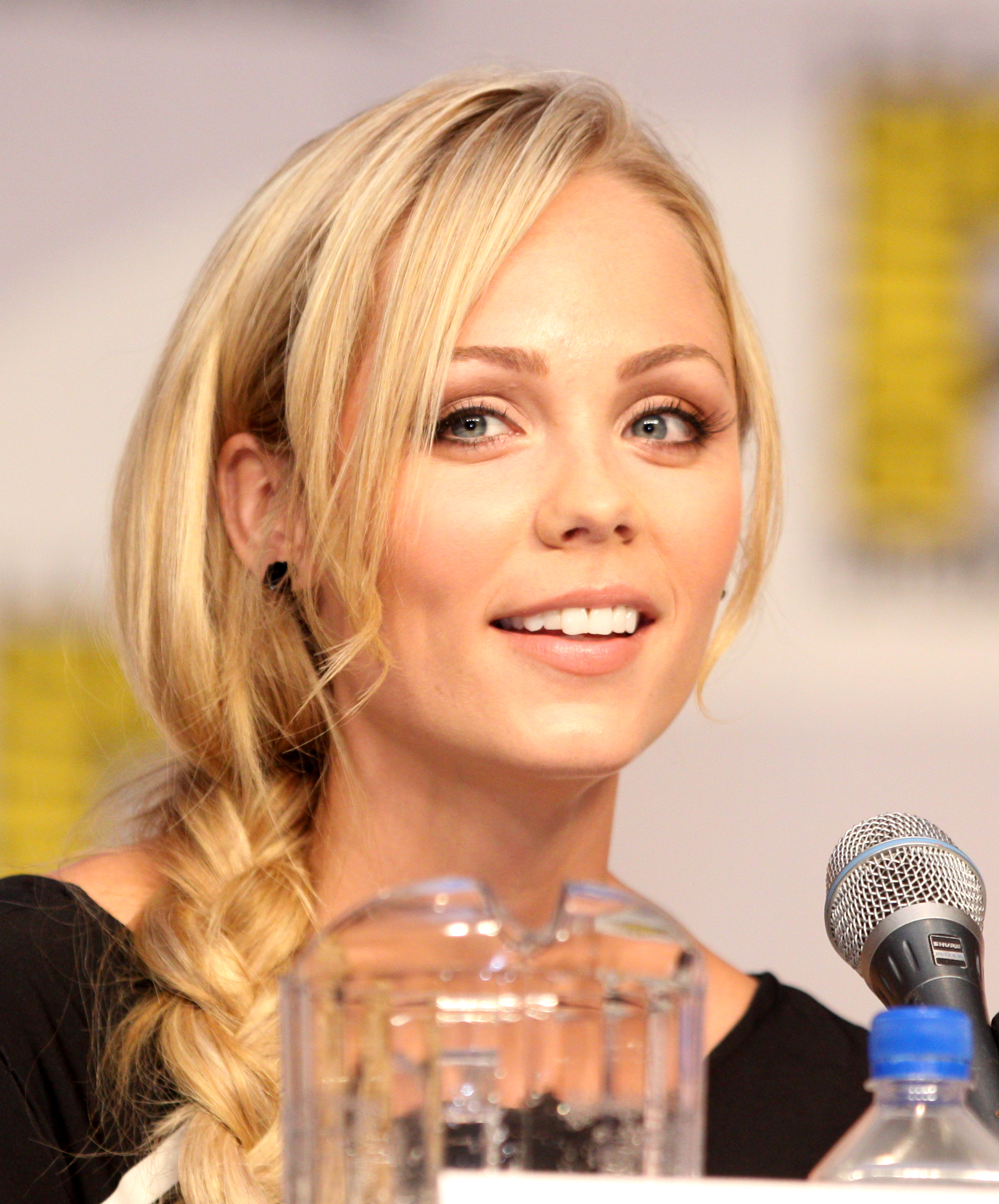
Laura Vandervoort (2010)

### Hauptbesetzung
| Rollenname                | Schauspieler/in   | Hauptrolle | Nebenrolle | Synchronsprecher/in      |
| ------------------------- | ----------------- | ---------- | ---------- | ------------------------ |
| Elena Michaels            | Laura Vandervoort | 1.01–3.10  |            | Shandra Schadt           |
| Clayton „Clay“ Danvers    | Greyston Holt     | 1.01–3.10  |            | Johannes Raspe           |
| Jeremy Danvers            | Greg Bryk         | 1.01–3.10  |            | Philipp Moog             |
| Nicklas „Nick“ Sorrentino | Steve Lund        | 1.01–3.10  |            | Hubertus von Lerchenfeld |
| Philip McAdams            | Paul Greene       | 1.01–1.12  |            | Philipp Brammer          |
| Logan Jonsen              | Michael Xavier    | 2.01–2.09  | 1.01–1.13  | Tim Schwarzmaier         |

### Nebenbesetzung
| Rollenname                    | Schauspieler/in    | Nebenrolle      | Synchronsprecher/in |
| ----------------------------- | ------------------ | --------------- | ------------------- |
| Rachel Sutton                 | Genelle Williams   | 1.01–3.10       | Anke Kortemeier     |
| Sheriff Karen Morgan          | Fiona Highet       | 1.01–3.05       | Susanne von Medvey  |
| Diane McAdams                 | Natalie Brown      | 1.01–2.06       | Melanie Manstein    |
| James William/Malcolm Danvers | James McGowan      | 1.01–2.03, 2.08 | Walter von Hauff    |
| Antonio Sorrentino            | Paulino Nunes      | 1.01–1.07       | Gudo Hoegel         |
| Karl Marsten                  | Pascal Langdale    | 1.03–3.10       | Manou Lubowski      |
| Zachary Cain                  | Noah Danby         | 1.04–3.10       | Dieter Landuris     |
| Daniel Santos                 | Michael Luckett    | 1.04–1.13       | Patrick Roche       |
| Thomas Leblanc                | Curtis Caravaggio  | 1.04–1.13       | Gerhard Jilka       |
| Paige Winterbourne            | Tommie-Amber Pirie | 2.01–3.10       | Angela Wiederhut    |
| Roman Navikev                 | Daniel Kash        | 2.01–3.09       | Arthur Galiandin    |
| Ruth Winterbourne             | Tammy Isbell       | 2.01–2.10       | Madeleine Stolze    |
| Aleister Vi                   | Sean Rogerson      | 2.03–2.10       | Oliver Scheffel     |
| Savannah Levine               | Kiara Glasco       | 2.03–2.10       | Lea Kalbhenn        |
| Sasha Antonov                 | John Ralston       | 3.01–3.10       | Marcus Off          |
| Alexei Antonov                | Alex Ozerov        | 3.01–3.10       | Maximilian Belle    |
| Katia Antonov                 | Sofia Banzhaf      | 3.01–3.08       | Leslie-Vanessa Lill |
| Konstantin Saranin            | Rafael Petardi     | 3.03–3.10       | Alexander Brem      |

## Ausstrahlung und Produktion
Kanada
Im August 2013 bestellte der Fernsehsender Space die Serie. Gedreht wird die Serie in und um Toronto. Die erste Staffel der Serie wurde zwischen dem 11. Januar und dem 5. April 2014 gesendet.
Am 22. Mai 2014 wurde die Serie um eine zweite Staffel verlängert. Die Ausstrahlung der zweiten Staffel begann bei Space am 7. Februar und wurde am 11. April 2015 beendet. Im Mai 2015 gab Space die Verlängerung um eine dritte Staffel bekannt. Die dritte Staffel soll bei Space ab dem 12. Februar 2016 ausgestrahlt werden. Gleichzeitig wurde bekannt, dass die Serie mit der dritten Staffel enden wird.
Deutschland
Die Rechte an der Serie hat sich die ProSiebenSat.1-Media-Gruppe gesichert. Die erste Staffel der Serie wurde vom 15. August bis 7. November 2014 ausgestrahlt. Die zweite Staffel wurde vom 21. August bis zum 30. Oktober 2015 auf Sixx ausgestrahlt. Die finale dritte Staffel startete am 7. Oktober 2016 auf Sixx und endete mit dem Staffelfinale am 4. November 2016.